# Over the Wire
Over the Wire è un cortometraggio muto del 1910. Il nome del regista non viene riportato nei credit del film interpretato da Harry Myers.

## Trama
Seth Marshall lascia uno strano testamento dove tutti i suoi beni divisi tra Gladys Bailey e Percy Ticklewit che, però, per entrarne in possesso, dovranno sposarsi entro tre giorni dalla lettura del testamento, altrimenti tutta l'eredità andrà a una fondazione per cani e gatti. I due eredi non hanno nessuna intenzione di sposarsi a queste condizioni, anche perché entrambi sono innamorati di due sconosciuti, incontrati per caso. Non sanno ovviamente che ognuno ama l'altra, perché non si conoscono. Alla fine vengono convinti a contrarre un matrimonio che potrà poi essere agevolmente sciolto ma che li farà entrare legalmente in possesso dell'eredità. Durante la cerimonia, non si guardano nemmeno in faccia e, di conseguenza, non si riconoscono. Saranno i signori Carter a invitarli nella loro casa dove finalmente i due si ritroveranno.

## Produzione
Il film fu prodotto dalla Lubin Manufacturing Company.

## Distribuzione
Distribuito dalla Lubin Manufacturing Company, il film - un cortometraggio della lunghezza di 274 metri - uscì nelle sale cinematografiche statunitensi il 10 gennaio 1910. Nelle proiezioni, veniva programmato con il sistema dello split reel, accorpato in un'unica bobina con un altro cortometraggio prodotto dalla Lubin, il documentario Glimpses of an Indian Village.